# Bolborhachium dacoderum
Bolborhachium dacoderum är en skalbaggsart som beskrevs av Lea 1916. Bolborhachium dacoderum ingår i släktet Bolborhachium och familjen Bolboceratidae. Inga underarter finns listade.